# 拉格羅鎮區 (印地安納州沃巴什縣)
拉格羅鎮區（英語：Lagro Township）是位於美國印地安納州沃巴什縣的一個行政鎮區。

## 地方資料
根據2010年美國人口普查的數據，拉格羅鎮區的面積為215.80平方千米，當中陸地面積為210.40平方千米，而水域面積為5.40平方千米。當地共有人口2894人，而人口密度為每平方千米13.41人。